# Prémio Pulitzer de Não Ficção Geral
O Prémio Pulitzer de Não Ficção Geral é um dos sete Prémios Pulitzer que são entregues anualmente nas áreas das Letras, Teatro e Música. Tem sido atribuído desde 1962 a um livro de não ficção significativo de um escritor Norte-americano, publicado durante o ano precedente, que não é ilegível para consideração noutra categoria.
Os finalistas tem sido anunciados desde 1980, geralmente dois para além do vencedor.

## Vencedores
Nos primeiros 52 anos até 2013, o Pulitzer de Não Ficção foi entregue 55 vezes; dois prémios foram atribuídos em 1969, 1973, e 1986. Duas pessoas venceram o prémio como co-autoras em 1968, 1990, e 1991. Barbara Tuchman e E.O. Wilson venceram respectivamente dois prémios de Não Ficção.
| Ano  | Autor(es)                            | Livro | Prêmio    |
| ---- | ------------------------------------ | --- | --------- |
| 1962 | Theodore H. White                    | The Making of the President 1960                                                                                                | Vencedor  |
| 1963 | Barbara W. Tuchman                   | The Guns of August | Vencedor  |
| 1964 | Richard Hofstadter                   | Anti-intellectualism in American Life                                                                                           | Vencedor  |
| 1965 | Howard Mumford Jones                 | O Strange New World: American Culture: The Formative Years                                                                      | Vencedor  |
| 1966 | Edwin Way Teale                      | Weering Through Winter: A Naturalist's Record of a 20,000-Mile Journey Through the North American Winter                        | Vencedor  |
| 1967 | David Brion Davis                    | The Problem of Slavery in Western Culture                                                                                       | Vencedor  |
| 1968 | Will Durant e Ariel Durant           | The Story of Civilization: Rousseau e Revolution                                                                                | Vencedor  |
| 1969 | René Jules Dubos                     | So Human an Animal: How We Are Shaped by Surroundings e Events                                                                  | Vencedor  |
| 1969 | Norman Mailer                        | The Armies of the Night: History as a Novel, The Novel as History                                                               | Vencedor  |
| 1970 | Erik H. Erikson                      | Gehi's Truth: On the Origins of Militant Nonviolence                                                                            | Vencedor  |
| 1971 | John Tole                            | The Rising Sun: The Decline e Fall of the Japanese Empire, 1936–1945                                                            | Vencedor  |
| 1972 | Barbara W. Tuchman                   | Stilwell e the American Experience in China, 1911–45                                                                            | Vencedor  |
| 1973 | Robert Coles                         | Children of Crisis, Volumes II e III                                                                                            | Vencedor  |
| 1973 | Frances FitzGerald                   | Fire in the Lake: The Vietnamese e the Americans in Vietnam                                                                     | Vencedor  |
| 1974 | Ernest Becker                        | The Denial of Death | Vencedor  |
| 1975 | Annie Dillard                        | Pilgrim at Tinker Creek | Vencedor  |
| 1976 | Robert N. Butler                     | Why Survive? Being Old in America                                                                                               | Vencedor  |
| 1977 | William W. Warner                    | Beautiful Swimmers: Watermen, Crabs e the Chesapeake Bay                                                                        | Vencedor  |
| 1978 | Carl Sagan                           | The Dragons of Eden: Speculations on the Evolution of Human Intelligence                                                        | Vencedor  |
| 1979 | Edward O. Wilson                     | On Human Nature | Vencedor  |
| 1980 | Douglas R. Hofstadter                | Gödel, Escher, Bach: an Eternal Golden Braid                                                                                    | Vencedor  |
| 1980 | Sera M. Gilbert e Susan Gubar        | The Madwoman in the Attic: The Woman Writer e the Nineteenth-Century Literary Imagination                                       | Finalista |
| 1980 | Lewis Thomas                         | The Medusa e the Snail: More Notes of a Biology Watcher                                                                         | Finalista |
| 1981 | Carl E. Schorske                     | Fin-de-Siècle Vienna: Politics e Culture                                                                                        | Vencedor  |
| 1981 | Maxine Hong Kingston                 | China Men | Finalista |
| 1981 | William Manchester                   | Goodbye, Darkness: A Memoir of the Pacific War                                                                                  | Finalista |
| 1981 | Marshall Frady                       | Southerners: A Journalist's Odyssey                                                                                             | Finalista |
| 1982 | Tracy Kidder                         | The Soul of a New Machine | Vencedor  |
| 1982 | John McPhee                          | Basin e Range | Finalista |
| 1982 | Diana Trilling                       | Mrs. Harris: The Death of the Scarsdale Diet Doctor                                                                             | Finalista |
| 1983 | Susan Sheehan                        | Is There No Place on Earth for Me?                                                                                              | Vencedor  |
| 1983 | Diane Johnson                        | Terrorists e Novelists | Finalista |
| 1983 | Jonathan Schell                      | The Fate of the Earth | Finalista |
| 1984 | Paul Starr                           | The Social Transformation of American Medicine                                                                                  | Vencedor  |
| 1984 | Winston Groom e Duncan Spencer       | Conversations with the Enemy | Finalista |
| 1984 | Susan Jacoby                         | Wild Justice | Finalista |
| 1985 | Studs Terkel                         | The Good War: An Oral History of World War Two                                                                                  | Vencedor  |
| 1985 | Donald Keene                         | Dawn to the West: Japanese Literature in the Modern Era                                                                         | Finalista |
| 1985 | Jonathan Kwitny                      | Endless Enemies: The Making of an Unfriendly World                                                                              | Finalista |
| 1986 | J. Anthony Lukas                     | Common Ground: A Turbulent Decade in the Lives of Three American Families                                                       | Vencedor  |
| 1986 | Joseph Lelyveld                      | Move Your Shadow: South Africa, Black e White                                                                                   | Vencedor  |
| 1986 | Robert N. Bellah                     | Habits e the Heart: Individualism e Commitment in American Life                                                                 | Finalista |
| 1987 | David K. Shipler                     | Arab e Jew: Wounded Spirits in a Promised Le                                                                                    | Vencedor  |
| 1987 | Cyra McFadden                        | Rain or Shine: A Family Memoir                                                                                                  | Finalista |
| 1987 | John McPhee                          | Rising from the Plains | Finalista |
| 1988 | Richard Rhodes                       | The Making of the Atomic Bomb                                                                                                   | Vencedor  |
| 1988 | James Gleick                         | Chaos: Making a New Science | Finalista |
| 1988 | Daniel Callahan                      | Setting Limits: Medical Goals in an Aging Society                                                                               | Finalista |
| 1989 | Neil Sheehan                         | A Bright Shining Lie: John Paul Vann e America in Vietnam                                                                       | Vencedor  |
| 1989 | Timothy Ferris                       | Coming of Age in the Milky Way                                                                                                  | Finalista |
| 1989 | McGeorge Bundy                       | Danger e Survival: Choices about the Bomb in the First Fifty Years                                                              | Finalista |
| 1989 | Howard Kohn                          | The Last Farmer | Finalista |
| 1990 | Dale Maharidge e Michael Williamson  | E Their Children After Them | Vencedor  |
| 1990 | David Fromkin                        | A Peace to End All Peace: Creating the Modern Middle East, 1914-1922                                                            | Finalista |
| 1990 | Stephen Jay Gould                    | Wonderful Life: The Burgess Shale e the Nature of History                                                                       | Finalista |
| 1991 | Bert Hölldobler e Edward O. Wilson   | The Ants | Vencedor  |
| 1991 | John McPhee                          | Looking for a Ship | Finalista |
| 1991 | William duBuys e Alex Harris         | River of Traps: A Village Life                                                                                                  | Finalista |
| 1992 | Daniel Yergin                        | The Prize: The Epic Quest for Oil, Money, e Power                                                                               | Vencedor  |
| 1992 | Ere Dubus                            | Broken Vessels | Finalista |
| 1992 | Thomas Byrne Edsall e Mary D. Edsall | Chain Reaction: The Impact of Race, Rights, e Taxes on American Politics                                                        | Finalista |
| 1993 | Garry Wills                          | Lincoln at Gettysburg: The Words That Remade America                                                                            | Vencedor  |
| 1993 | Susan Griffin                        | A Chorus of Stones: The Private Life of War                                                                                     | Finalista |
| 1993 | Richard Rodriguez                    | Days of Obligation: An Argument with My Mexican Father                                                                          | Finalista |
| 1993 | Anne Matthews                        | Where the Buffalo Roam: Restoring America's Great Plains                                                                        | Finalista |
| 1994 | David Remnick                        | Lenin's Tomb: The Last Days of the Soviet Empire                                                                                | Vencedor  |
| 1994 | Peter Gay                            | The Cultivation of Hatred: The Bourgeois Experience, Victoria to Freud                                                          | Finalista |
| 1994 | John Lukacs                          | The End of the Twentieth Century: E the End of the Modern Age                                                                   | Finalista |
| 1995 | Jonathan Weiner                      | The Beak Of The Finch: A Story Of Evolution In Our Time                                                                         | Vencedor  |
| 1995 | Sherwin B. Nule                      | How We Die: Reflections on Life's Final Chapter                                                                                 | Finalista |
| 1995 | John Berendt                         | Midnight in the Garden of Good e Evil: A Savannah Story                                                                         | Finalista |
| 1996 | Tina Rosenberg                       | The Haunted Le: Facing Europe's Ghosts After Communism                                                                          | Vencedor  |
| 1996 | Daniel C. Dennett                    | Darwin's Dangerous Idea: Evolution e The Meanings of Life                                                                       | Finalista |
| 1996 | Lawrence Weschler                    | Mr. Wilson's Cabinet of Wonder: Pronged Ants, Horned Humans, Mice on Toast, e Other Marvels of Jurassic Technology              | Finalista |
| 1997 | Richard Kluger                       | Ashes to Ashes: America's Hundred-Year Cigarette War, the Public Health, e the Unabashed Triumph of Philip Morris               | Vencedor  |
| 1997 | Cynthia Ozick                        | Fame e Folly | Finalista |
| 1997 | Samuel G. Freedman                   | The Inheritance: How Three Families e America Moved from Roosevelt to Reagan e Beyond                                           | Finalista |
| 1998 | Jared Diamond                        | Guns, Germs, e Steel: The Fates of Human Societies                                                                              | Vencedor  |
| 1998 | Steven Pinker                        | How the Mind Works | Finalista |
| 1998 | Jon Krakauer                         | Into Thin Air: A Personal Account of the Mount Everest Disaster                                                                 | Finalista |
| 1999 | John McPhee                          | Annals of the Former World | Vencedor  |
| 1999 | Elliott Currie                       | Crime e Punishment in America                                                                                                   | Finalista |
| 1999 | Judith Rich Harris                   | The Nurture Assumption: Why Children Turn Out the Way They Do                                                                   | Finalista |
| 2000 | John W. Dower                        | Embracing Defeat: Japan in the Wake of World War II                                                                             | Vencedor  |
| 2000 | Scott Weidensaul                     | Living on the Wind: Across the Hemisphere with Migratory Birds                                                                  | Finalista |
| 2000 | Brian Greene                         | The Elegant Universe: Superstrings, Hidden Dimensions, e the Quest for the Ultimate Theory                                      | Finalista |
| 2001 | Herbert P. Bix                       | Hirohito e the Making of Modern Japan                                                                                           | Vencedor  |
| 2001 | Dave Eggers                          | A Heartbreaking Work of Staggering Genius                                                                                       | Finalista |
| 2001 | Ted Conover                          | Newjack: Guarding Sing Sing | Finalista |
| 2002 | Diane McWhorter                      | Carry Me Home: Birmingham, Alabama, the Climactic Battle of the Civil Rights Revolution                                         | Vencedor  |
| 2002 | Erew Solomon                         | The Noonday Demon: An Atlas of Depression                                                                                       | Finalista |
| 2002 | David Halberstam                     | War in a Time of Peace: Bush, Clinton, e the Generals                                                                           | Finalista |
| 2003 | Samantha Power                       | "A Problem From Hell": America e the Age of Genocide                                                                            | Vencedor  |
| 2003 | Ellen Meloy                          | The Anthropology of Turquoise: Meditations on Lescape, Art, e Spirit                                                            | Finalista |
| 2003 | Steven Pinker                        | The Blank Slate: The Modern Denial of Human Nature                                                                              | Finalista |
| 2004 | Anne Applebaum                       | Gulag: A History | Vencedor  |
| 2004 | Steven Nadler                        | Rembret's Jews | Finalista |
| 2004 | Dana Priest                          | The Mission: Waging War e Keeping Peace with America's Military                                                                 | Finalista |
| 2005 | Steve Coll                           | Ghost Wars | Vencedor  |
| 2005 | Suketu Mehta                         | Maximum City: Bombay Lost e Found                                                                                               | Finalista |
| 2005 | Luis Alberto Urrea                   | The Devil's Highway: A True Story                                                                                               | Finalista |
| 2006 | Caroline Elkins                      | Imperial Reckoning: The Untold Story of Britain's Gulag in Kenya                                                                | Vencedor  |
| 2006 | Tony Judt                            | Postwar: A History of Europe Since 1945                                                                                         | Finalista |
| 2006 | George Packer                        | The Assassins' Gate: America in Iraq                                                                                            | Finalista |
| 2007 | Lawrence Wright                      | The Looming Tower: Al-Qaeda e the Road to 9/11                                                                                  | Vencedor  |
| 2007 | Pete Earley                          | Crazy: A Father's Search Through America's Mental Health Madness                                                                | Finalista |
| 2007 | Thomas E. Ricks                      | Fiasco: The American Military Adventure in Iraq                                                                                 | Finalista |
| 2008 | Saul Friedländer                     | The Years of Extermination: Nazi Germany e the Jews, 1939–1945                                                                  | Vencedor  |
| 2008 | Allan Bret                           | The Cigarette Century | Finalista |
| 2008 | Alex Ross                            | The Rest is Noise: Listening to the Twentieth Century                                                                           | Finalista |
| 2009 | Douglas A. Blackmon                  | Slavery by Another Name: The Re-Enslavement of Black Americans from the Civil War to World War II                               | Vencedor  |
| 2009 | Arthur Herman                        | Gehi e Churchill: The Epic Rivalry That Destroyed an Empire e Forged Our Age                                                    | Finalista |
| 2009 | William I. Hitchcock                 | The Bitter Road to Freedom: A New History of the Liberation of Europe                                                           | Finalista |
| 2010 | David E. Hoffman                     | The Dead He: The Untold Story of the Cold War Arms Race e Its Dangerous Legacy                                                  | Vencedor  |
| 2010 | John Cassidy                         | How Markets Fail: The Logic of Economic Calamities                                                                              | Finalista |
| 2010 | Robert Wright                        | The Evolution of God | Finalista |
| 2011 | Siddhartha Mukherjee                 | The Emperor of All Maladies: A Biography of Cancer                                                                              | Vencedor  |
| 2011 | S.C. Gwynne                          | Empire of the Summer Moon: Quanah Parker e the Rise e Fall of the Comanches, the Most Powerful Indian Tribe in American History | Finalista |
| 2011 | Nicholas G. Carr                     | The Shallows: What the Internet Is Doing to Our Brains                                                                          | Finalista |
| 2012 | Stephen Greenblatt                   | The Swerve: How the World Became Modern                                                                                         | Vencedor  |
| 2012 | Diane Ackerman                       | One Hundred Names For Love: A Stroke, a Marriage, e the Language of Healing                                                     | Finalista |
| 2012 | Mara Hvistendahl                     | Unnatural Selection: Choosing Boys over Girls, e the Consequences of a World Full of Men                                        | Finalista |
| 2013 | Gilbert King                         | Devil in the Grove: Thurgood Marshall, the Grovele Boys, e the Dawn of a New America                                            | Vencedor  |
| 2013 | Katherine Boo                        | Behind the Beautiful Forevers: Life, Death e Hope in a Mumbai Undercity                                                         | Finalista |
| 2013 | David George Haskell                 | The Forest Unseen: A Year's Watch in Nature                                                                                     | Finalista |
| 2014 | Dan Fagin                            | Toms River: A Story of Science e Salvation                                                                                      | Vencedor  |
| 2014 | Gary J. Bass                         | The Blood Telegram: Nixon, Kissinger, e a Forgotten Genocide                                                                    | Finalista |
| 2014 | Fred Kaplan                          | The Insurgents: David Petraeus e the Plot to Change the American Way of War                                                     | Finalista |
| 2015 | Elizabeth Kolbert                    | The Sixth Extinction: An Unnatural History                                                                                      | Vencedor  |
| 2015 | Evan Osnos                           | Age of Ambition: Chasing Fortune, Truth, e Faith in the New China                                                               | Finalista |
| 2015 | Ane Gopal                            | No Good Men Among the Living: America, the Taliban, e the War Through Afghan Eyes                                               | Finalista |
| 2016 | Joby Warrick                         | Black Flags: The Rise of ISIS                                                                                                   | Vencedor  |
| 2016 | Ta-Nehisi Coates                     | Between the World e Me | Finalista |
| 2016 | Carla Power                          | If the Oceans Were Ink: An Unlikely Friendship e a Journey to the Heart of the Quran                                            | Finalista |
| 2017 | Matthew Desmond                      | Evicted: Poverty e Profit in the American City                                                                                  | Vencedor  |
| 2017 | John Donvan e Caren Zucker           | In a Different Key: The Story of Autism                                                                                         | Finalista |
| 2017 | Micki McElya                         | The Politics of Mourning: Death e Honor in Arlington National Cemetery                                                          | Finalista |
| 2018 | James Forman Jr.                     | Locking Up Our Own: Crime e Punishment in Black America                                                                         | Vencedor  |
| 2018 | Suzy Hansen                          | Notes on a Foreign Country: An American Abroad in a Post-America World                                                          | Finalista |
| 2018 | Richard O. Prum                      | The Evolution of Beauty: How Darwin's Forgotten Theory of Mate Choice Shapes the Animal World—E Us                              | Finalista |
| 2019 | Eliza Griswold                       | Amity e Prosperity: One Family e the Fracturing of America                                                                      | Vencedor  |
| 2019 | Bernice Yeung                        | In a Day's Work: The Fight to End Sexual Violence Against America's Most Vulnerable Workers                                     | Finalista |
| 2019 | Elizabeth Rush                       | Rising: Dispatches from the New American Shore                                                                                  | Finalista |
| 2020 | Greg Grein                           | The End of the Myth: From the Frontier to the Border Wall in the Mind of America                                                | Vencedor  |
| 2020 | Anne Boyer                           | The Undying: Pain, Vulnerability, Mortality, Medicine, Art, Time, Dreams, Data, Exhaustion, Cancer, e Care                      | Vencedor  |
| 2020 | Louise Aronson                       | Elderhood: Redefining Aging, Transforming Medicine, Reimagining Life                                                            | Finalista |
| 2020 | Albert Woodfox with Leslie George    | Solitary | Finalista |
| 2021 | David Zucchino                       | Wilmington's Lie: The Murderous Coup of 1898 e the Rise of White Supremacy                                                      | Vencedor  |
| 2021 | Cathy Park Hong                      | Minor Feelings: An Asian American Reckoning                                                                                     | Finalista |
| 2021 | Sierra Crane Murdoch                 | Yellow Bird: Oil, Murder, e a Woman's Search for Justice in Indian Country                                                      | Finalista |
| 2022 | Erea Elliott                         | Invisible Child: Poverty, Survival & Hope in an American City                                                                   | Vencedor  |
| 2022 | Carla Power                          | Home, Le, Security: Deradicalization e the Journey Back from Extremism                                                          | Finalista |
| 2022 | Joshua Prager                        | The Family Roe: An American Story                                                                                               | Finalista |
| 2023 | Robert Samuels e Toluse Olorunnipa   | His Name Is George Floyd: One Man's Life e the Struggle for Racial Justice                                                      | Vencedor  |
| 2023 | Jing Tsu                             | Kingdom of Characters: The Language Revolution That Made China Modern                                                           | Finalista |
| 2023 | David George Haskell                 | Sounds Wild e Broken: Sonic Marvels, Evolution's Creativity, e the Crisis of Sensory Extinction                                 | Finalista |
| 2023 | Linda Villarosa                      | Under the Skin: The Hidden Toll of Racism on American Lives e on the Health of Our Nation                                       | Finalista |
| 2024 | Nathan Thrall                        | A Day in the Life of Abed Salama: Anatomy of a Jerusalem Tragedy                                                                | Vencedor  |
| 2024 | John Vaillant                        | Fire Weather: A True Story From a Hotter World                                                                                  | Finalista |
| 2024 | Siddharth Kara                       | Cobalt Red: How the Blood of the Congo Powers Our Lives                                                                         | Finalista |

## Vencedores repetentes
Duas pessoas venceram o Prémio Pulitzer de Não Ficção Geral duas vezes.
- Barbara Tuchman, 1963 por The Guns of August e em 1972 por  Stilwell and the American Experience in China
- E. O. Wilson, 1979 por On Human Nature e em 1991 por Ants, este último em co-autoria com Bert Hölldobler